# Posaviner Haubenhuhn
Das Posaviner Haubenhuhn ist eine bedrohte alte kroatische Haubenhühnerrasse.

## Rassegeschichte
Die Rasse zog in den 1990er Jahren die Aufmerksamkeit kroatischer Hühnerzüchter auf sich. Die Rasse kommt im gesamten Posawien vor, aber vor allem in der Region der Save und der Umgebung der Stadt Dugo Selo. So könnte man sie auch Savenhühner nennen.
Ziel der organisierten Zucht ist es, diese typische alte Landhuhnrasse zu erhalten. Am Wichtigsten war es zunächst, dass die Rasse ihre Eigenschaften behält, wie z. B. ihre gute Wachstumsrate, die gelben Läufe, oder ihre für Landhuhnrassen typische Abwehrkraft. In der zweiten Phase geht es um die Stabilisierung der Farbenschläge. Zum Glück hatte man mit der Erhaltung der Posaviner Haubenhühner noch rechtzeitig angefangen. Der so genannte „Žvivičarka“ hatte nicht so viel Glück, diese Rasse ist vermutlich ausgestorben.
2004 erkannte der Kroatische Kleintierzucht-Verband den Rassestandard der Posaviner Haubenhühner an. Danach wurde die Rasse auf mehreren Europaschauen vorgestellt: in Prag, Leipzig oder auch in Nitra. Die Rasse wurde 2009 vom Europäischen Kleintierzucht-Verband in 7 Farbenschlägen anerkannt. Seit 2007 gab es Bestrebungen mit der Erzüchtung von anderen Farbenschlägen wie z. B. einem schwarz-weiß-gescheckten. Dieser wurde 2009 auf mehreren Ausstellungen präsentiert und vom Kroatischen Kleintierzucht-Verband anerkannt. Die Posaviner Haubenhühner sind also in Kroatien in 8 Farbenschlägen anerkannt.
Mittlerweile züchtet man sie auch in Österreich und in Deutschland, vor allem im gestreiften Farbenschlag.
Zurzeit gibt es auch Diskussionen über eine eventuelle Erzüchtung einer Zwergversion.

## Rassemerkmale

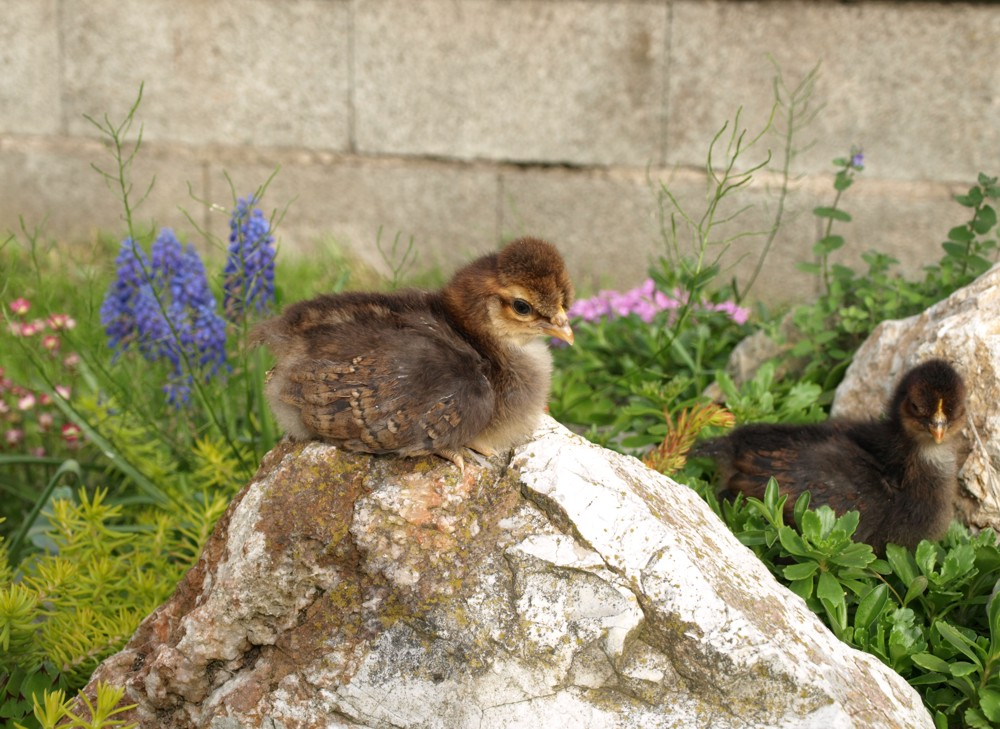
Rebhuhnfarbiges Posaviner Haubenhuhn-Küken

Der Kopf des kräftig gebauten Landhuhns ist mittelgroß, mit einer schön gerundeten Haube. Der Schnabel ist kräftig, mittelgroß, leicht gerundet, bei den hellen Farbenschlägen gelb-grau, bei den dunklen Farbenschlägen dunkel. Der Kamm ist fein gesägt, manchmal seitlich umgelegt, rot. Das Gesicht ist rot. Die Ohrlappen sind mittelgroß, bei den hellen Farbenschlägen gelblich-rosa, bei den dunklen gräulich. Der Hals ist mäßig lang, kräftig mit reichem Behang. Die Brust ist gut gewölbt, der Bauch gut entwickelt, breit. Der Rücken ist breit, kurz und nach hinten leicht abfallend. Der Schwanz bei den Hähnen hat breite gebogene Haupt- und Nebensicheln. Die Flügel sind mittelgroß, stark, anliegend getragen. Die Schenkel sind gut entwickelt, stark. Die Läufe sind mäßig groß und stark, gelb, bei den dunklen Farbenschlägen dunkler.
Farbenschläge: Rot, Rebhuhnfarbig, Gelb, Schwarz, Goldbraun, Gestreift und Weiß.

## Eigenschaften
Zahme Landhuhnrasse, mit guter Legeleistung und Fleischqualität. Die Küken wachsen schnell. Die Legeleistung sollte noch verbessert werden. Die Eier sind groß, etwas länglich.